# Вахтмейстер
Вахтмейстер (нем. Wachtmeister) — древний лифляндский род, эмигрировавший в конце XVI столетия в Швецию.
Род этот играл значительную роль в истории Швеции. Первым из выдающихся членов его был Ганс Вахтмейстер (1609−1651), генерал, член государственного совета, возведенный в дворянское достоинство. Ещё более известен его сын Ганс (Ханс; 1641−1714), реорганизовавший шведский флот и выбравший главной гаванью Карлскрону. Впоследствии он был возведен в графское достоинство и участвовал в Великой северной войне. Среди его потомков насчитывается много полезных и известных деятелей XVIII и XIX столетий.
Некоторое время члены семьи владели замком Марсвинсхольм

## Представители фамилии
- Вахтмейстер, Аксель (1643—1699) — шведский фельдмаршал.
- Вахтмейстер, Густав (1757—1826) — шведско-прусский генерал, участник русско-шведских войн.
- Вахтмейстер, Карл:[править]  -  Вахтмейстер, Карл (1823—1871) — шведский министр иностранных дел, граф.
  -  Вахтмейстер, Карл Юхан (1903—1993) — шведский фехтовальщик, призёр чемпионата мира.
  -  Вахтмейстер, Карл Ханс:[править]    -  Вахтмейстер, Карл Ханс (1689—1736) — адмирал шведского флота, граф.
    -  Вахтмейстер, Карл Ханс (1682—1731) — шведский адмирал, барон.
- Вахтмейстер, Констанция (1838—1910) — теософ, графиня, супруга Карла Вахтмейстера.
- Вахтмейстер, Ханс (1642—1714) — адмирал-генерал шведского флота, основатель Карлскруны.

## Описание герба
Щит четверочастный с малым щитком в середине, в коем в пространном красном поле черная орлиная лапа, между тремя золотыми шестиконечными звездами (2+1), в золотой оконечности щитка восточный меч, острием вправо. В первом голубом поле выходящая из облаков справа рука в латах, держащая веером восемнадцать (9+9) золотых военных значков на золотых же древках. Во втором золотом поле три черных ядра (1 +2) сопровождаемые вверху двумя черными же орлиными крыльями. В третьем золотом поле цапля с камнем в лапе, стоящая на зеленой земле влево. В четвертом красном поле скачущий на серебряной лошади по зеленой траве рыцарь, держащий знамя, в пересеченном серебром по голубому полотнище коего золотой греческий крест.
Щит увенчан тремя коронованными дворянскими шлемами. Нашлемники: средний — некоронованный дворянский шлем. сопровождаемый внизу двумя скрещенными золотыми пушечными стволами. положенные на двенадцать знамен веером (6+6), справа: голубое, красное, серебряное, золотое, голубое и красное: слева: золотое, серебряное, красное, голубое, золотое и серебряное; правый — три летящие веером вверх серебряные стрелы; левый — рука в латах, выходящая слева из облака, держащая восточный меч. Наметы: средний — голубой с золотом, крайние — красные